# Tarsius
Los tarseros o tarsios (género Tarsius) son primates haplorrinos del infraorden Tarsiiformes. Junto a los géneros Cephalopachus y Carlito componen la familia Tarsiidae, todos conocidos, también, bajo el nombre común de tarseros o tarsios. Antes se los clasificaba como prosimios junto a los lémures, pero ahora se consideran haplorrinos y están, por tanto, situados junto a los Simiiformes (platirrinos y catarrinos).
Poseen enormes ojos, pies alargados y cuerpo pequeño. Son insectívoros (aunque a veces comen culebras y pájaros), nocturnos y solitarios, y en muchas de las regiones donde habitan los consideraban demonios. Su hábitat se ha visto muy amenazado y reducido. Actualmente, su distribución se restringe a Indonesia, en el Sudeste Asiático, concretamente en las islas Célebes y circundantes e Islas Togian. En algunas de sus áreas de distribución se consideran animales de mal agüero e incluso «diabólicos».
El registro fósil, aunque escaso, es lo suficientemente abundante como para demostrar un origen muy antiguo del grupo Tarsiiformes, ya en el Eoceno. Se han encontrado formas relacionadas tanto en depósitos asiáticos (Hesperotarsius) como europeos y africanos, destacándose en estos últimos el género Afrotarsius, muy similar a sus actuales parientes asiáticos.

## Características

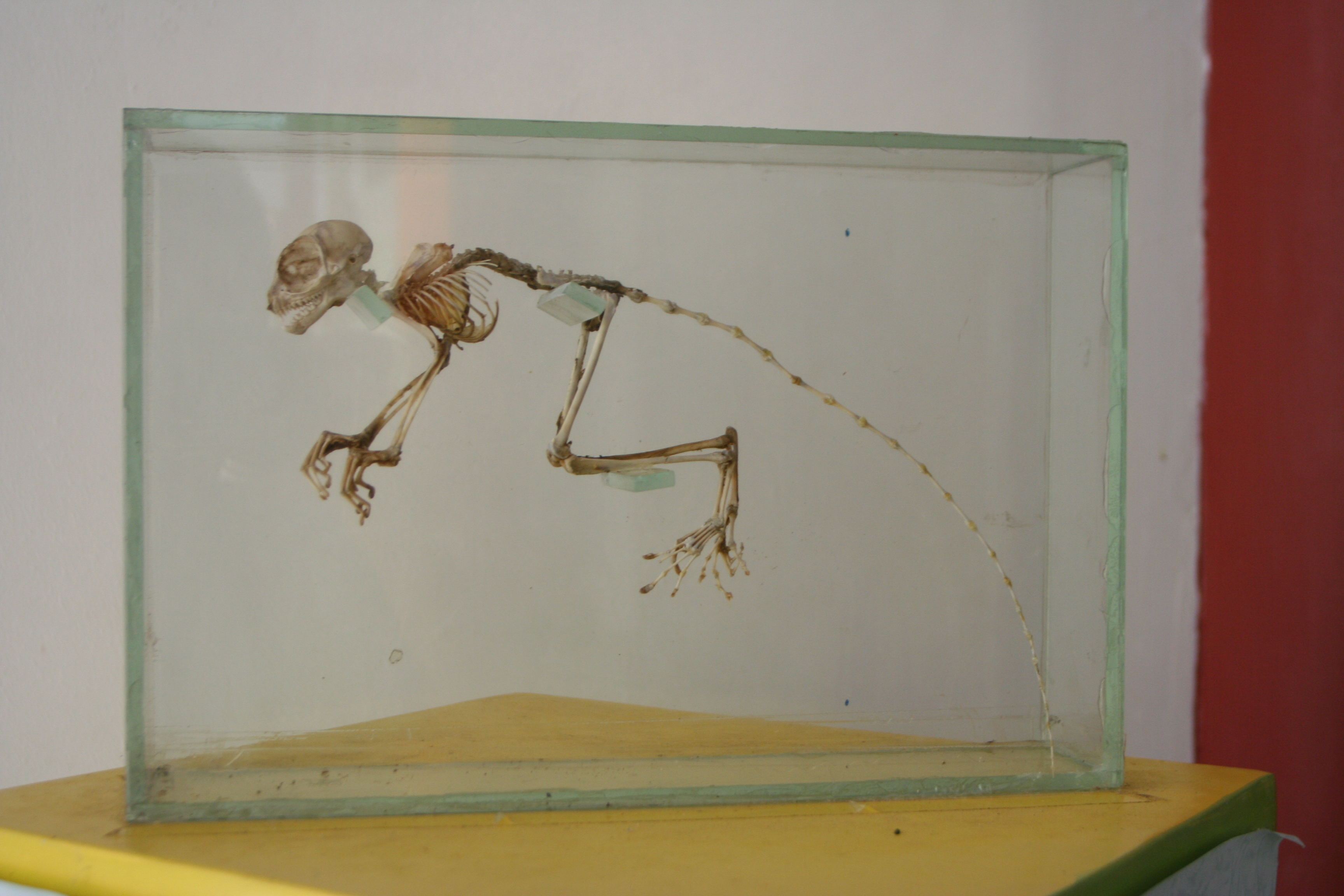
Esqueleto de tarsius.Santuario de tarseros filipinos, Philippine Tarsier Sanctuary, Corella, Bohol, Filipinas.

Los tarseros de Célebes, como todos los tarseros, son primates muy pequeños, que alcanzan una longitud del tronco cefálico de 10 a 11 centímetros. La cola, de 20 a 26 centímetros, es considerablemente más larga que el tronco y carece de pelos, salvo en la punta. Su peso oscila entre 100 y 130 gramos, siendo los machos ligeramente más pesados que las hembras. El pelaje, corto y sedoso, es de color gris o gris amarillento. Las patas traseras son considerablemente más largas que las delanteras, los tarsos son fuertemente alargados. 
La cabeza parece redondeada debido al hocico corto y se asienta sobre un cuello muy corto y muy móvil. Se puede girar casi 180 grados en ambas direcciones gracias a unas vértebras cervicales especiales. Los tarseros tienen los ojos más grandes de todos los mamíferos en relación con el tamaño de su cuerpo. El globo ocular tiene un diámetro de unos 16 milímetros y, por tanto, es más grande que el cerebro. Los ojos están ubicados en cuencas oculares que están construidas de manera similar a las de los monos. Las orejas son agrandadas como las de los murciélagos, son delgadas, muy móviles y en su mayoría sin pelo. Los tarseross pueden distinguir sonidos con una frecuencia de hasta 91 kHz, lo que les sirve para orientarse y localizar presas. Como en todos los primates del suborden Haplorhini, la nariz carece de rinario y el labio superior no está hendido y es movible. Los dientes son puntiagudos.
Las manos son relativamente grandes. Los pulgares no se oponen a los demás dedos. En la parte inferior de las yemas de los dedos hay almohadillas en forma de disco. Las patas traseras son muy alargadas; en relación con el cuerpo, los monos fantasmas tienen las patas traseras más largas de todos los primates. La tibia y el peroné están fusionados en la parte inferior, lo que sirve para estabilizar el tobillo, que está modificado de manera que casi solo permite la flexión como una bisagra, y no permite la rotación. El astrágalo y el calcáneo están muy alargados. Es esta estructura especial del tarso la que le ha dado al tarsero el nombre científico del género Tarsius. El segundo y tercer dedo tienen garras, el resto de los dedos de las manos y de los pies tienen uñas.
Los tarseros de Célebes tienen patas traseras y pies más cortos que los otros dos géneros (tarsero cobold de Filipinas (Carlito) y tarsero cobold de Sunda (Cephalopachus)). Los ojos también son más pequeños que en éstos. Las orejas, en cambio, son relativamente grandes, siempre miden más de 3 cm. La dentición es corta, los dientes relativamente pequeños. El pelo de la cara es siempre más corto que el del cuerpo, lo que da la impresión de una máscara facial. La cola está cubierta de pelos cortos y escasos en su parte superior, en los últimos 10 cm la pilosidad es densa y oscura. La piel de la cola es oscura en la parte superior, la inferior parece segmentada. De los tres pares de pezones, uno está en el pecho y los otros dos en el abdomen. El macaco Diana cobold (Tarsius dentatus) tiene un conjunto cromosómico diploide (2n=46) y se cree que esto es cierto para todos los tarseros cobold de Célebes.

### Características comparadas con los simios y los estrepsirrinos
Los tarseros son un grupo inusual dentro de los primates. No poseen rasgos que los sitúen satisfactoriamente entre los monos o los estrepsirrinos. Los tarseros poseen rasgos tanto de mono como de estrepsirrino, así como rasgos derivados independientemente. La evolución convergente es común en la naturaleza. Varios rasgos de los tarseros son convergentes.
Rasgos compartidos con los estrepsirrinos:
- La conexión (sínfisis) entre las dos mitades inferiores de la mandíbula no está osificada.
- Los dientes molares tienen coronas altas
- Garra de reno en el segundo dedo, aunque los monos fantasma también tienen una garra en el tercer dedo.
- Dos o tres pares de pezones
- El útero está dividido en dos partes (útero bicorne)
- Hay un tercer trocánter en el fémur (fémur)

Características compartidas con los simios:
- Depresión central (fovea) en la mancha amarilla del ojo
- Ausencia de tapetum lucidum, la capa reflectante detrás de la retina del ojo
- El cráneo arco de la ceja está casi cerrado por detrás
- El hueso del tímpano del oído está fuera de la bulla (el hueso del tímpano es un tubo).
- Los dientes se parecen a los de los monos, por ejemplo, falta el peine de dientes
- La sangre del feto está en estrecho contacto con la sangre de la madre a través de la placenta (placenta hemocorial).

Características únicas:
- Manos y pies grandes.
- Piernas y tobillos largos. La tibia y la fíbula (tibia y peroné) crecen parcialmente juntas.
- Ojos muy grandes (más grandes que el cerebro y el estómago)

Los rasgos compartidos con los grandes simios son todos primitivos. Los rasgos compartidos con los simios y los rasgos únicos son todos derivados. Esto sugiere un ancestro común con los simios y no con los grandes simios.

## Reproducción

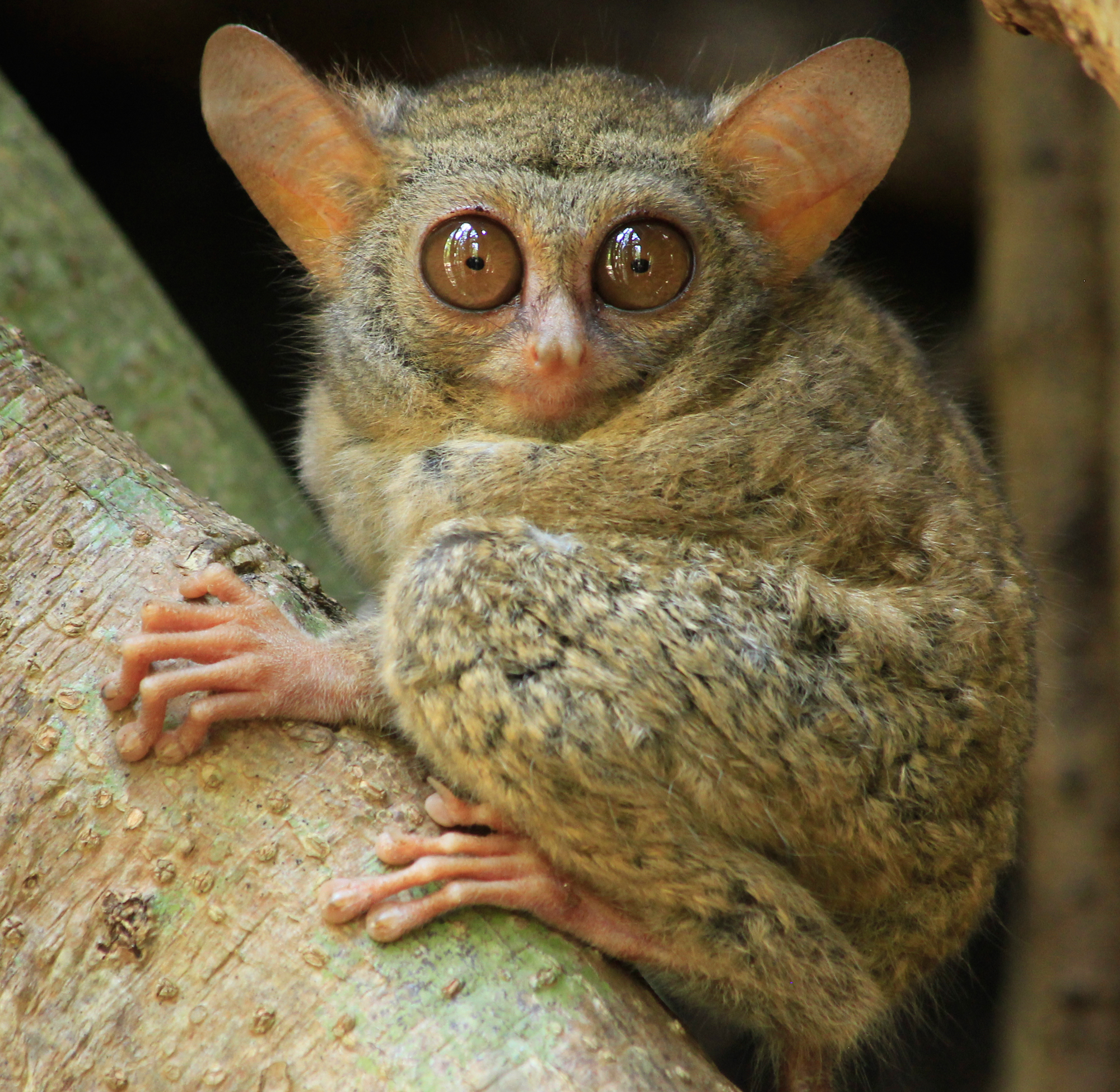
Tarsero de Gursky, animal endémico de la isla de Célebes, Indonesia.

El apareamiento puede ocurrir durante todo el año. Tras un período de gestación de unos seis meses, la hembra da a luz a un único animal joven. Esto es muy difícil y está muy bien desarrollado al nacer. Con sólo cuatro semanas de edad, comienza a cazar presas de forma independiente y es destetado al cabo de unos 80 días.

## Dieta y estilo de vida

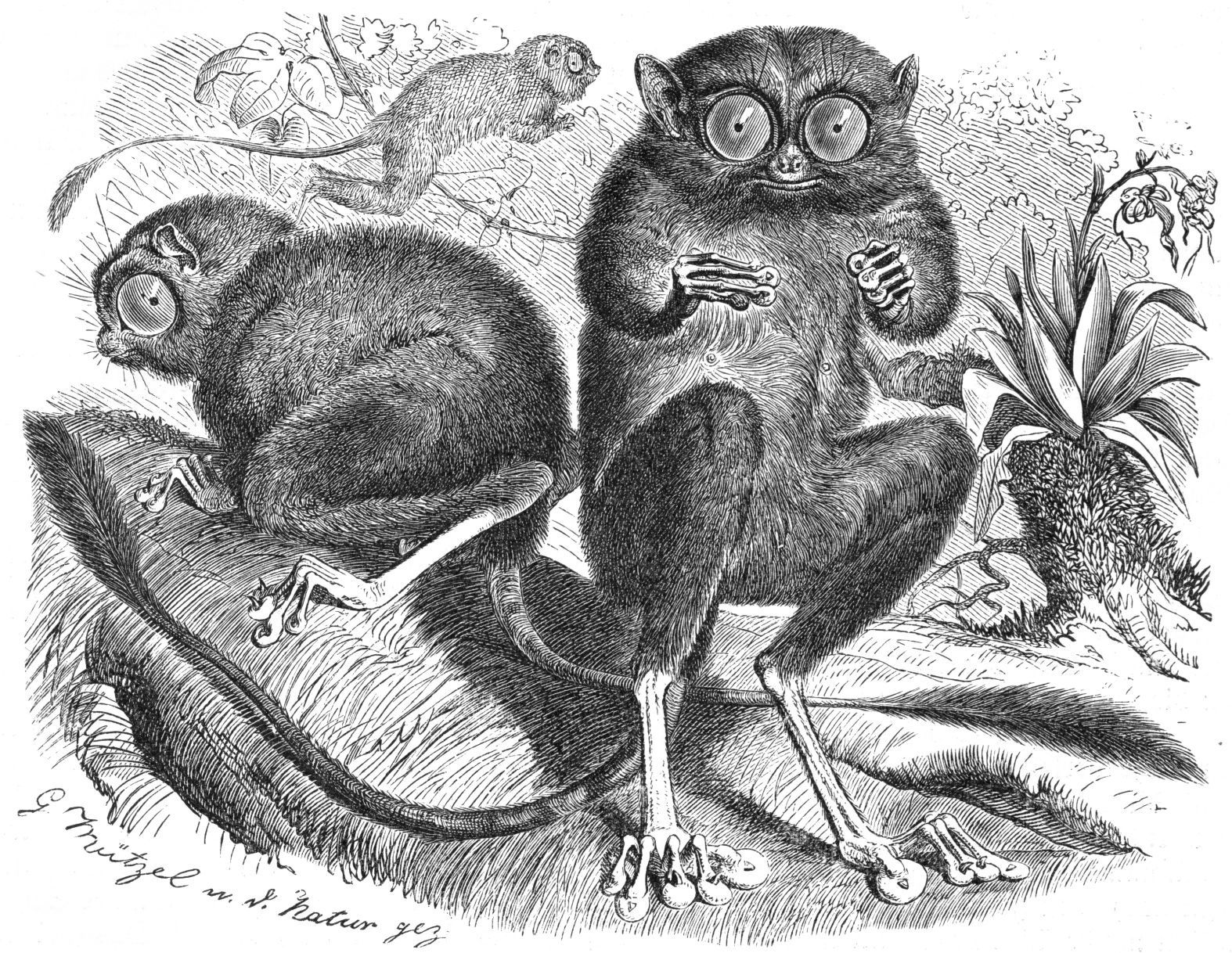
Grabado de un Tarsius tarsius, obra de Gustav Mützel (1839–1893), Brehms Tierleben.

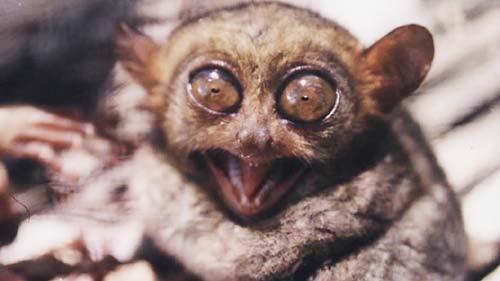
Un Tarsius mostrando los dientes.

Viven en pequeños grupos de dos a seis animales; los grupos están formados por una pareja presumiblemente monógama y su descendencia. Cada grupo habita un territorio fijo, estos territorios tienen un tamaño de 1 a 4 hectáreas. Los integrantes de un grupo duermen en el mismo lugar, pero no tienen contacto físico. Las canciones a dúo interpretadas en parejas atraen la atención de otros animales hacia su propio territorio.
Los tarseros son animales nocturnos y duermen durante el día en los matorrales. Durante la noche van en busca de comida, se mueven verticalmente y saltan. La mayoría de ellos se encuentran en las partes más bajas de los árboles, rara vez alcanzan los dos metros de altura.
Estos animales son carnívoros puros y se alimentan principalmente de insectos. También comen escorpiones, arañas y pequeños vertebrados como lagartos, pájaros y murciélagos.

## Distribución geográfica y hábitat
Los tarseros de Célebes son endémicos de la isla indonesia de Célebes, habitan en toda la isla y también en algunas islas costeras que estuvieron conectadas a Célebes durante la última glaciación. El hábitat de estos animales son los bosques, y viven en selvas primarias y secundarias, así como en manglares.
Los tarseros viven en las islas del sudeste asiático. Su área de distribución incluye el sur de Sumatra, Borneo, el sur de Filipinas y la isla de Sulawesi, incluidas las islas cercanas. Según su distribución, se pueden distinguir tres grupos de especies, que también se diferencian parcialmente entre sí en la estructura corporal y el comportamiento: el grupo Sunda (en Sumatra y Borneo), el grupo Filipinas y el grupo Sulawesi. Los dos primeros grupos tienen cada uno una sola especie, mientras que el resto de las especies se encuentran en el grupo Sulawesi. Aparte de los macacos y los humanos, los tarseros son los únicos primates que han cruzado la Línea de Wallace. Todos los demás primates se encuentran sólo al oeste de la división biogeográfica entre Borneo y Sulawesi.

## Especies

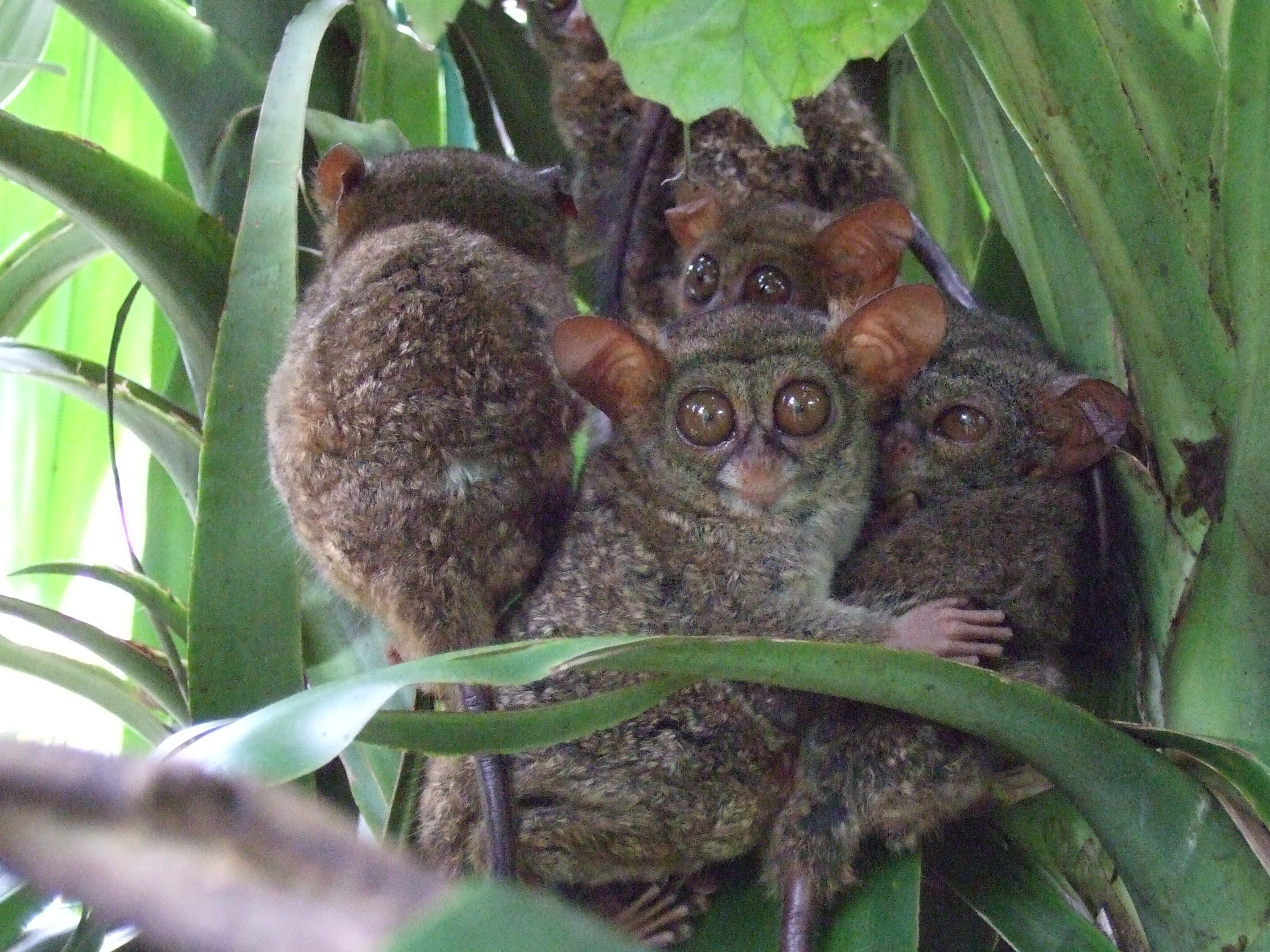
Ejemplares de Tarsius en un grupo.

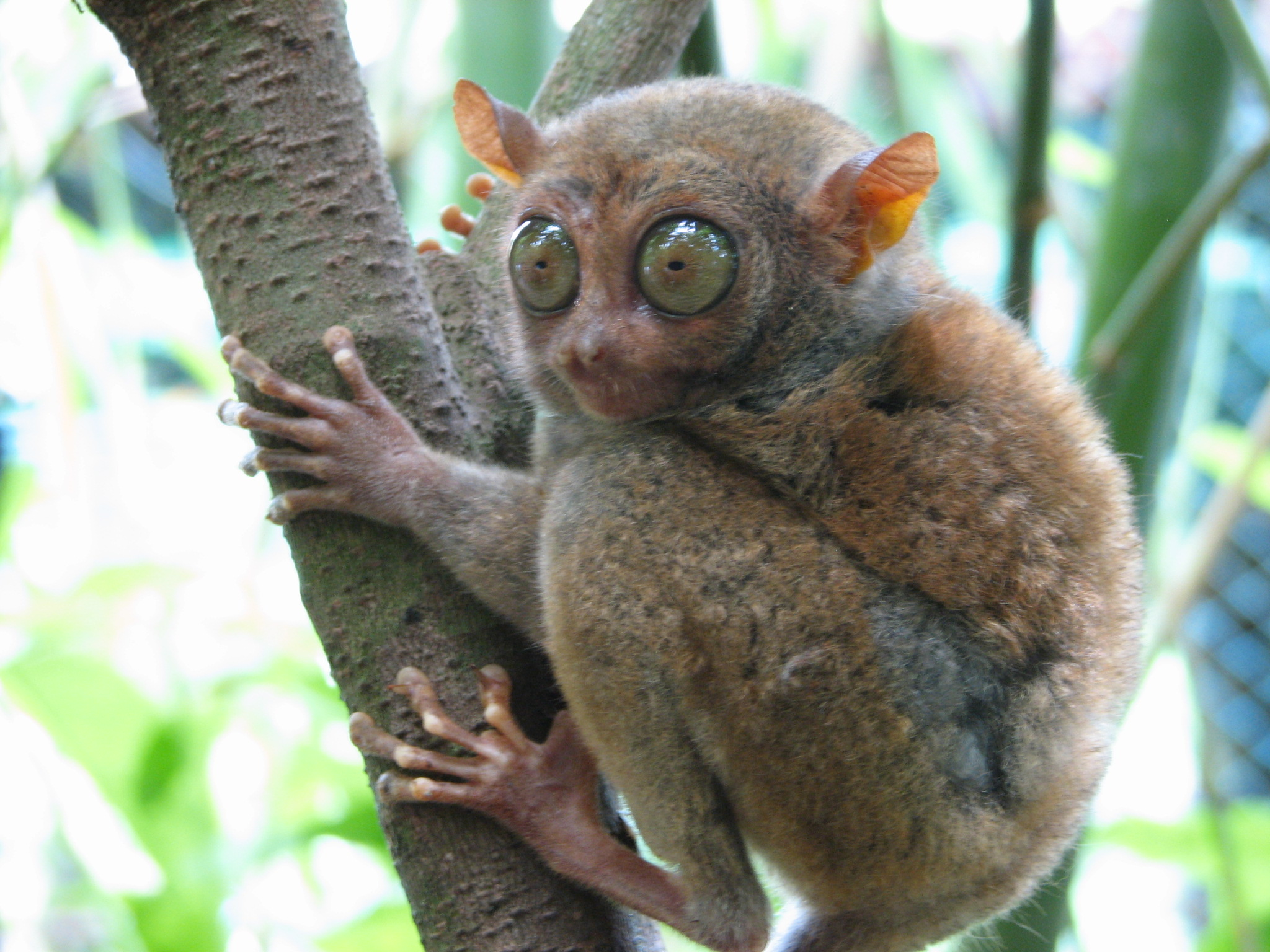
Carlito syrichta.

Originalmente, todos los tarseros de Sulawesi se clasificaban como una sola especie, Tarsius tarsier (anteriormente Tarsius spectrum). Este nombre se utiliza ahora sólo para los tarseros de la isla de Salajar al sur de Sulawesi. Once especies válidas y recientes de tarseros de Sulawesi se han descrito ahora en Sulawesi y las islas costeras. Las especies pueden distinguirse principalmente por sus vocalizaciones, morfológicamente todas son muy similares. Los estudios de bioacústica suponen al menos 17 especies, y según estudios genéticos hay más especies, por lo que es muy probable que el número de especies descritas aumente.
- Tarsius dentatus
- Tarsius fuscus[2]
- Tarsius lariang[12]
- Tarsius pelengensis
- Tarsius pumilus
- Tarsius sangirensis
- Tarsius spectrumgurskyae[13]
- Tarsius supriatnai [13]
- Tarsius tarsier
- Tarsius tumpara[14]
- Tarsius wallacei[15]

## Estado de conservación
Los tarsius nunca se han reproducido con éxito en cautividad hasta el punto de formar colonias. Cuando están enjaulados, se sabe que los tarsius hieren o incluso matan a individuos de su especie debido al estrés.
Un lugar con un éxito relativo en la restauración de las poblaciones de tarsius se encuentra en la isla de Bohol, en el centro de Filipinas. La Philippine Tarsier Foundation ha desarrollado un gran entorno semisalvaje que utiliza la luz para atraer a los insectos que forman parte de la dieta del tarsius.
Tarsius tumpara, descrito en 2008, se considera «en peligro crítico» y figura entre los 25 primates más amenazados por Conservación Internacional y el Grupo de Especialistas en Primates de la UICN/SCC. El gobierno de Malasia protege a los tarsius enumerándolos entre los «animales totalmente protegidos de Sarawak», el estado de Malasia de Borneo, donde se encuentran habitualmente.